# Althofen
Althofen es una localidad situada en el distrito de Sankt Veit an der Glan, en el estado de Carintia, Austria. Tiene una población estimada, a principios del año 2021, de 4692 habitantes.
Está ubicada al norte del estado, cerca de la frontera con el estado de Estiria